# Platostoma hildebrandtii
Platostoma hildebrandtii là một loài thực vật có hoa trong họ Hoa môi. Loài này được Wilhelm Vatke miêu tả khoa học đầu tiên năm 1881 dưới danh pháp Ocimum hildebrandtii. Năm 1997 A. J. Paton & Hedge chuyển nó sang chi Platostoma.
Loài này là bản địa khu vực từ Kenya tới đông bắc Tanzania.